# Cymodocea
Cymodocea es un género de plantas fanerógamas marinas perteneciente a la familia Cymodoceaceae.  Tiene 19 especies que se extienden por todos los océanos.  

## Descripción
Plantas con rizoma monopódico. Tallos vegetativos cortos, con numerosas cicatrices foliares en la base y con 2-4 hojas dísticas desarrolladas. Hojas con 7-8 nervios paralelos e iguales, con vaina abierta hasta la base.

## Taxonomía
El género fue descrito por Karl Dietrich Eberhard König y publicado en Annals of Botany 2: 96. 1805. La especie tipo es: Cymodocea aequorea
Etimología
Cimódoce (Cymodoce (Κυμοδόκη)) el nombre de la nereida que según Hesíodo "calma sin esfuerzo el oleaje en el sombrío ponto y las ráfagas de los vientos huracanados".

## Especies
Según AlgaeBase y
WoRMS :
- Cymodocea angustata Ostenf., 1916
- Cymodocea isoetifolia Aschers., 1867
- Cymodocea nodosa (Ucria) Aschers, 1869
- Cymodocea rotundata Ehr.. & Hempr. ex Aschers., 1870
- Cymodocea serrulata (R. Br.) Aschers. & Magnus, 1870